# Баттелли, Федерико
Федерико Баттелли (итал. Federico Battelli), или Фредерик Бателли (фр. Frédéric Battelli; 6 апреля 1867, Мачерата-Фельтрия — 5 сентября 1941, Женева) — итальянско-швейцарский физиолог и биохимик. Брат Анджело Баттелли.
Изучал медицину в Урбино и в Турине. В 1885 г. начал преподавать на медицинском факультете Туринского университета, но затем по политическим причинам покинул Италию и обосновался в Швейцарии, заняв место ассистента на кафедре физиологии Женевского университета под руководством Жана-Луи Прево, а в 1913 г. сменил своего наставника в должности профессора физиологии и занимал её до конца жизни.
Вместе с Прево исследовал на рубеже столетий смерть от электрошока и влияние электричества на сердечную мышцу; эти работы предвосхитили позднейшие открытия в области кардиологической реанимации. В 1909 г. вместе с Л. С. Штерн впервые синтезировал алкогольдегидрогеназу.